# Igor Vekić
Igor Vekić (Murska Sobota, 6 de mayo de 1998) es un futbolista esloveno que juega en la demarcación de portero para el Vejle Boldklub de la Superliga de Dinamarca.

## Selección nacional
Tras jugar en las categorías inferiores de la selección, finalmente hizo su debut con la selección absoluta de Eslovenia el 20 de enero de 2024 contra Estados Unidos en un partido amistoso que finalizó con un resultado de 0-1 a favor del combinado esloveno tras el gol de Nejc Gradišar.

### Participaciones en Eurocopas
| Copa          | Sede     | Resultado        | Partidos | Goles |
| ------------- | -------- | ---------------- | -------- | ----- |
| Eurocopa 2024 | Alemania | Octavos de final | 0        | 0     |

## Clubes
| Club                          | País      | Año       | Partidos | Goles |
| ----------------------------- | --------- | --------- | -------- | ----- |
| NK Bravo                      | Eslovenia | 2016-2021 | 104      | 0     |
| FC Paços de Ferreira (cedido) | Portugal  | 2021-2023 | 15       | 0     |
| Vejle Boldklub                | Dinamarca | 2023-     | 34       | 0     |